# Hilton Anaheim
Het Hilton Anaheim is een hotel van de Hiltonketen in Anaheim, in de Amerikaanse staat Californië. Het hotel opende zijn deuren in 1984 naar aanleiding van de Olympische Spelen van Los Angeles. Het hotel is sindsdien het grootste hotel in Orange County en een van de grootste hotels van Southern California. Het hotel telt 1572 kamers en heeft ook een van de grootse vergader- en evenementenzalen. Het bevindt zich bovendien tegenover het Anaheim Convention Center.